# René Debenne
René Louis Debenne (* 26. April 1914 in Colombes; † 16. Februar 2012 in Béziers) war ein französischer Radrennfahrer.

## Sportliche Laufbahn
Debenne war im Straßenradsport aktiv. Als Amateur gewann er 1933 Paris–Evreux. Bei den Straßenradsport-Weltmeisterschaften 1933 wurde er als Sechster bester Franzose im Amateurrennen.
Von 1934 bis 1947 war er Unabhängiger und Berufsfahrer. Das Etappenrennen Tour du Doubs gewann er 1934 vor Louis Vincent. Dazu kam ein Etappensieg im Grand Prix Wolber für Unabhängige, den er als Gesamtzweiter beendete. Paris–Evreux gewann er 1934 erneut. 1935 siegte er auf einer Etappe des Giro d’Italia und im Circuit des Deux-Sèvres. 1938 war er auf der 4. Etappe von Paris–Nizza, 1939 auf einer Etappe des Circuit du Morbihan und 1941 im Eintagesrennen Paris–Caen erfolgreich. Zweiter wurde er bei Paris–Rouen 1933, bei Paris–Gien 1934, im Critérium des As 1936 und 1938 sowie bei Paris–Nantes 1942.
Den Giro d’Italia 1935 beendete er auf den 15. Rang. Die Tour de France 1935 beendete er nicht.